# Lozenge
De lozenge (◊) is een ruitvormig leesteken, dat nog maar weinig gebruikt wordt. De lozenge werd vroeger weleens gebruikt om spaties aan te geven bij woorden waar onduidelijk was of deze aan elkaar hoorden of niet. Met de hedendaagse spelling is dit teken niet meer nodig.
alinea · bibliografie · bladspiegel · citaat · coherentie · cohesie · coreferentie · diakritisch teken · dialoog · eindnoot · episode · glos · hoofdstuk · jargon · kanttekening · leesteken · letter · lettergreep · lexeem · marginalia · morfeem · paragraaf · plot · rijm · samenvatting · spelling · voetnoot · woord · woordspeling · zin